# Liste der Stolpersteine in Wurzen
Die Liste der Stolpersteine in Wurzen enthält sämtliche Stolpersteine, die im Rahmen des gleichnamigen Kunst-Projektes von Gunter Demnig in Wurzen im Landkreis Leipzig verlegt wurden.

## Hintergrund
Mit diesen Gedenksteinen soll Opfern des Nationalsozialismus gedacht werden, die in Wurzen lebten und wirkten. Die erste Verlegung von 4 Stolpersteinen erfolgte im November 2012; weitere folgten 2013, 2014 und 2015. Insgesamt wurden bisher 19 Stolpersteine an 6 Adressen verlegt.

## Liste der Stolpersteine in Wurzen
Zusammengefasste Adressen zeigen an, dass mehrere Stolpersteine an einem Ort verlegt wurden. Die Tabelle ist teilweise sortierbar; die Grundsortierung erfolgt alphabetisch nach der Adresse. Die Spalte Person, Inschrift wird nach dem Namen der Person alphabetisch sortiert.
| Bild | Adresse                                | Verlegedatum  | Person, Inschrift | Kurzvita / Anmerkungen |
| ---- | -------------------------------------- | ------------- | --- | ---------------------- |
|      | Domgasse 19 (Lage)                     | 8. Aug. 2015  | Hier wohnte Dr. Arthur Seligmann Jg. 1893 Flucht 1939 England                                                                                   |                        |
|      | Domgasse 19 (Lage)                     | 8. Aug. 2015  | Hier wohnte Emma Susanne Seligmann geb. Löwenstein Jg. 1900 Flucht 1939 England                                                                 |                        |
|      | Domgasse 19 (Lage)                     | 8. Aug. 2015  | Hier wohnte Claus-Dietrich Seligmann Jg. 1927 Flucht 1939 England                                                                               |                        |
|      | Domgasse 19 (Lage)                     | 8. Aug. 2015  | Hier wohnte Susanne Gisela Seligmann Jg. 1929 Flucht 1939 England                                                                               |                        |
|      | Dr.-Rudolf-Friedrich-Straße 10 (Lage)  | 8. Aug. 2015  | Hier wohnte Friedrich Goldschmidt Jg. 1885 Flucht 1939 Holland interniert Drancy deportiert 1944 Auschwitz ermordet 30.3.1944                   |                        |
|      | Dr.-Rudolf-Friedrich-Straße 10 (Lage)  | 8. Aug. 2015  | Hier wohnte Bianca Goldschmidt geb. Baumann Jg. 1896 Flucht 1939 Holland interniert Drancy deportiert 1944 Auschwitz ermordet 30.3.1944         |                        |
|      | Dr.-Rudolf-Friedrich-Straße 10 (Lage)  | 8. Aug. 2015  | Hier wohnte Liselotte Goldschmidt Jg. 1920 Flucht England                                                                                       |                        |
|      | Dr.-Rudolf-Friedrich-Straße 10 (Lage)  | 8. Aug. 2015  | Hier wohnte Manfred Wolfgang Goldschmidt Jg. 1924 Flucht 1939 Holland interniert Drancy deportiert 1944 Auschwitz Buchenwald befreit / überlebt |                        |
|      | Färbergasse 2 (Lage)                   | 3. Nov. 2012  | Hier wohnte Johanna Finkenstein Jg. 1864 deportiert 1943 Theresienstadt tot 1943                                                                |                        |
|      | Färbergasse 2 (Lage)                   | 3. Nov. 2012  | Hier wohnte Lina Hartmann geb. Gans Jg. 1873 deportiert 1942 Theresienstadt tot 1943                                                            |                        |
|      | Färbergasse 2 (Lage)                   | 3. Nov. 2012  | Hier wohnte Hiltrud Helft geb. Hartmann Jg. 1902 Flucht 1939 England überlebt                                                                   |                        |
|      | Färbergasse 2 (Lage)                   | 3. Nov. 2012  | Hier wohnte Ingeborg Helft Jg. 1926 deportiert 1943 Auschwitz Buchenwald ermordet 27.2.1943                                                     |                        |
|      | Heinrich-Heine-Straße 3 (Lage)         | 26. Sep. 2013 | Hier wohnte Hugo Luchtenstein Jg. 1879 deportiert 1941 Łodz / Lietzmannstadt ermordet 8.5.1942 Chelmno / Kulmhof                                |                        |
|      | Heinrich-Heine-Straße 3 (Lage)         | 26. Sep. 2013 | Hier wohnte Hedwig Luchtenstein geb. Markowitz Jg. 1889 deportiert 1941 Łodz / Lietzmannstadt ermordet 8.5.1942 Chelmno / Kulmhof               |                        |
|      | Heinrich-Heine-Straße 3 (Lage)         | 26. Sep. 2013 | Hier wohnte Walter Luchtenstein Jg. 1917 Flucht 1939 England überlebt                                                                           |                        |
|      | Heinrich-Heine-Straße 3 (Lage)         | 26. Sep. 2013 | Hier wohnte Hans Luchtenstein Jg. 1921 Flucht 1939 England überlebt                                                                             |                        |
|      | Jacobsgasse 10 (Lage)                  | 26. Sep. 2013 | Hier arbeitete Hugo Luchtenstein Jg. 1879 deportiert 1941 Łodz / Lietzmannstadt ermordet 8.5.1942 Chelmno / Kulmhof                             |                        |
|      | Jacobsgasse 10 (Lage)                  | 26. Sep. 2013 | Hier arbeitete Hedwig Luchtenstein geb. Markowitz Jg. 1889 deportiert 1941 Łodz / Lietzmannstadt ermordet 8.5.1942 Chelmno / Kulmhof            |                        |
|      | Jacobsgasse 13 (ehemals Nr. 10) (Lage) | 8. Sep. 2014  | Hier arbeitete Friedrich Goldschmidt Jg. 1885 Flucht 1939 Holland interniert Drancy deportiert 1944 Auschwitz ermordet 30.3.1944                |                        |